# Культура Ель-Омарі
Ель-Омарі культура — археологічна культура нової кам'яної доби.
Датується 4000—3000 до н. е. Була поширена у Нижньому Єгипті.
Названа по однойменному поселенню біля Хелуана.

## Характеристика
У поселеннях сліди легких очеретяних хат, зернові ями та поховання в скорченому положенні на лівому боці, загорнені в циновки або шкіри, без інвентарю.
Знаряддя із кременя (леза складених серпів, ножі, наконечники стріл) і іншого каменю (поліровані тесла, мотики, зернотертки), з раковин (рибальські гачки).
Посудини глиняні (прямостінні банки й кулясті сулії) і базальтові.
Господарство народу культури поряд із землеробством (пшениця, ячмінь, льон, вика) і скотарством (корова, коза, собака) значну роль грали полювання, рибальство та збиральництво.